# Роберсон, Бо
Ирвин «Бо» Роберсон (23 июля 1935, Блейкли, Джорджия — 15 апреля 2001, Пасадина, Калифорния) — американский легкоатлет и профессиональный игрок в американский футбол. Чемпион Панамериканских игр 1959 года и серебряный призёр Олимпийских игр 1960 года в прыжках в длину.

## Биография
Бо Роберсон впервые заявил о себе на международной арене в 1959 году. В 1958 году он занимал в мировой табели о рангах скромное 25-е место с результатом 7,58 м, показанным на матче Корнеллского/Пенсильванского университета против Оксфорда/Кембриджа. Но уже в следующем году он выиграл Панамериканские игры с результатом 7,97 м (с попутным ветром), причём самый дальний легальный прыжок в серии был 7,92 м, и с этим результатом Бо занял в мировом списке 4-е место.
Пиком его легкоатлетической карьеры стал 1960 год. В этом году он прошёл отборочный турнир в Олимпийскую сборную США, оттеснив на 4-е место действующего олимпийского чемпиона Грега Белла. На Олимпийских играх в Риме он завоевал серебряную медаль (8,11 м), уступив своему соотечественнику мировому рекордсмену Ральфу Бостону всего сантиметр и заняв по итогам года второе место в мировом списке.
В 1961 году Роберсон ушёл из лёгкой атлетики, подписав профессиональный контракт с клубом San Diego Chargers. В этом клубе он играл два года, затем 4 года в Oakland Raiders и в конце футбольной картеры сыграл несколько матчей в Buffalo Bills и Miami Dolphins. В дальнейшем работал тренером по лёгкой атлетике в Калифорнийском университете в Ирвайне.